# Епархия Эймоса
Епархия Эймоса (лат. Dioecesis Amosensis) — епархия Римско-Католической церкви с центром в городе Эймос, Канада. Епархия Эймоса входит в архиепархию Гатино. Кафедральным собором епархии является Собор святой Терезы Авильской.

## История
3 декабря 1938 года Римский папа Пий IX издал буллу "Christifidelium bonum", которой  учредил епархию Эймоса, выделив её из епархии Тимминса.
31 мая 2007 года епархия Эймоса после реорганизации включила в себя часть территории епархии Мусони и епархии Лабрадора-Шеффервилля и уступила часть своей территории епархиям Шикутими, Жольета и Труа-Ривьера.

## Ординарии епархии
- епископ Joseph Louis Aldée Desmarais (22.06.1939 — 21.10.1968);
- епископ Gaston Hains (31.10.1968 — 19.04.1978);
- епископ Gérard Drainville (19.04.1978 — 3.05.2004);
- епископ Eugène Tremblay (3.05.2004 — по настоящее время).

## Источник
- Annuario Pontificio, Libreria Editrice Vaticana, Città del Vaticano, 2003, ISBN 88-209-7422-3
- Булла Christifidelium bonum, AAS 31 (1939), стр. 93  (лат.)